# 蔡州之战 (817年)
蔡州之战，唐宪宗元和十二年（817年），唐朝平定淮西节度使吴元济的战役。宰相裴度支持唐随邓节度使李愬采纳降将李祐之计，在雪夜率兵奇袭吴元济淮西镇首府蔡州城（今河南省汝南县），擒获吳元济。
817年正月，朝廷免去原彰义节度使、申光蔡唐随邓观察使袁滋之职，贬为抚州刺史。以太子詹事李愬为唐邓节度使。李愬到唐州后，发现军中因为连吃败仗，士气低落。李愬故意示弱，不事威严。淮西接连击败过高霞寓、袁滋二帅，轻视李愬。二月，李愬谋划袭击蔡州，向朝廷要求增兵。唐宪宗命昭义节度使、河中节度使、鄜坊节度使下属步骑二千人马给他。二月初七，李愬部将马少良俘获淮西的捉生虞候丁士良。丁士良经常骚扰唐州、邓州东边，唐军想要挖他的心。李愬为丁士良松绑，还给他衣物军器，任命丁士良为捉生将。丁士良非常感激，建议进攻文城栅，捉获据守于此的陈光恰。三月初五，李愬率军从唐州改驻宜阳栅，三月廿八日，接纳文城栅守将吴秀琳归降，改编了文城栅的军队。
这时，陈许兵马使王沛率军五千渡过溵水，随后河阳节度使、宣武节度使、河东节度使、魏博节度使等军相继渡过溵水，进逼近郾城（属于蔡州）。李光颜在郾城击败淮西军三万，淮西将张伯良逃走，淮西士卒十之二三被杀。三月廿九日，李愬派董少玢等人分兵攻打淮西诸栅。当日，董少玢攻马鞍山路口栅；四月初二，马少良攻占马嵖岈山，抓住了淮西将柳子野。四月初六，郾城县令董昌龄、守将邓怀金以郾城归降朝廷，李光颜占领郾城。唐将妫雅、田智荣攻下治炉城。四月初七，唐将阎士荣攻占白狗栅、汶港栅，四月十四日，妫雅、田智荣又攻下西平县。四月十七，游弈兵马使王义攻下楚城。五月初二，唐军柳子野、李忠义占领朗山（今河南省确山县），包围蔡州城。
五月廿一日，李愬用计擒获淮西骑将李祐，对待他以宾客之礼。李愬和李祐、李忠义彻夜商议破敌之策。李愬上书朝廷，请求赦免李祐之罪。任命李祐为精锐牙队三百的六院兵马使。招募三千敢死军，准备进击。这时，连日降雨，唐军积水难行，稍为推迟进攻。吴元济在六月初四上表请罪，唐宪宗下诏表示可以不处以死刑，但是派去的敕使被吴元济属下扣留不回。当时，淮西用兵前后四年，兵民疲惫。宰相李逢吉主张罢兵，宰相裴度力主彻底削藩，请求到前线督战。唐宪宗支持裴度，任命裴度为彰义节度使、充淮西宣慰招讨处置使。裴度到前线郾城，认为中使监不利于诸军作战，于是奏请废除。九月，双方重新开战。九月廿八，李愬攻打吴房时示弱，趁敌不备，取得成功。李祐献策说淮西精兵在洄曲一线，蔡州城周边和守城军兵都是老弱病残，可以趁虚取城。十月初八，李愬派掌书记郑澥到郾城，向裴度报告了李祐的建议，裴度同意了。十月十五，李愬命令马前都虞候、随州刺史留守文城栅，命令李祐、李忠义率领三千敢死军为先锋，自己和监军亲带三千兵马为中军，命令田进诚率三千人马殿后。唐军出城，只是东行，具体路线保密。行军六十里，夜至张柴村，杀光守栅的淮西军卒。在那里吃晚饭，稍稍休息，准备好干粮，整修马具，留义诚军五百人镇守，阻断朗山方向的淮西兵，率领大部队出城门。这时，李愬才告诉部下，要攻入蔡州袭取吳元济。诸将听到大吃一惊。监军哭着说，这是中了李祐的奸计。当时天降大风雪，旌旗破裂，人马冻伤，死者相望，从张柴村到的道路，官军从来没有走过。夜半行军，部将以为这一路必死无疑。雪越下越大，唐军夜行七十里，到达蔡州城下。从吴少诚对抗朝廷以来，官军已有三十多年没到达蔡州城。守城军将没会想到雪夜官军会来，疏于防范。十月十六日深夜四鼓，李愬至蔡州城下，城里无人知晓。李祐、李忠义率七千突击队登城，杀死守门士卒。鸡鸣天亮，大雪停止时，李愬已经入住吳元济外宅。李愬亲访淮蔡大将董重质的家，厚礼安抚。当时，董重质率领精兵万余人占据洄曲，听到其子书信，只身骑马回城，面见李愬投降。吴元济在牙城上请罪，被囚车押送京师，李愬向裴度报告。申州、光州二州及兵士二万余人相继投降朝廷。历时四年的征讨淮西战役，胜利结束。